# Mordet på Benazir Bhutto
Mordet på Benazir Bhutto, tidligere pakistansk statsminister og leder for oppositonspartiet Pakistans Folkeparti, fandt sted 27. december 2007 da en mand åbnede ild og detonerede en selvmordsbombe idet Bhutto forlod et valgmøde i Rawalpindi.

## Attentatet i Karachi 18. oktober 2007
Benazir Bhutto var også tidligere blevet udsat for attentat. Den 18. oktober 2007 kom hun uskadt fra et angreb i Karachi som tog livet af 136 mennesker og sårede flere hundrede. To kraftige eksplosioner fandt sted lige efter at hun var ankommet med fly til Jinnah International Airport. Det blev fastslået at det drejede sig om et selvmordsangreb. 

## Drabet i Rawalpindi 27. december 2007
Cirka to måneder efter lykkedes det attentatsmændene at tage livet af hende. De første meldinger gik ud på at en bombe var gået af ved valgmødet, men at Bhutto selv var i god behold. En talsmand for det pakistanske indenrigsdepartement udtalte at det var et selvmordsangreb og at mindst 20 mennesker var blevet dræbt. Internationale medier meldte at Bhutto befandt sig 50 meter fra stedet hvor bomben gik af, men at hun ikke havde taget skade. Senere blev det meldt at hun var blevet skudt idet hun satte sig ind i en bil. Hun blev angiveligt skudt i nakken og brystet. Bhutto blev straks fragtet til sygehuset Rawalpindi General Hospital med kritiske skader og kort tid efter kom meldingen om at den tidligere pakistanske statsminister var død. Wasif Ali Khan, som er medlem i Bhuttos parti, var til stede på sygehuset da Bhutto døde og kunne fortælle at døden indtraf klokken 18.16 lokal tid (14.16 dansk tid).

### Gerningsmændene
Det pakistanske indenrigsdepartement udtalte dagen efter attentatet at de havde beviser for at al-Qaida og Taliban stod bag. al-Qaida selv tog hurtigt sig ansvaret for attentatet: "Vi har udslettet amerikanernes mest dyrebare resurse, som sværgede på at bekæmpe mujahedin", udtalte Mustafa Abu Al-Yazid. Andre rettede pegefingeren mod den pakistanske efterretningstjeneste "Inter-Services Intelligence agency" (ISI).
Resterne af attentatsmandens hoved blev fundet af politiet dagen efter drabet ca. 30 meter hvor bomben gik af.

## Konsekvenser

### Reaktioner
Drabet på Benazir Bhutto blev fordømt af en række internationale ledere, inklusive USA's præsident George W. Bush som udtalte at attentatet var et drab udført af "ekstremister" og at "Bhuttos drabsmænd må få sin straf". Den danske udenrigsminister Per Stig Møller udtalte at "Det er forfærdeligt og en tragedie for det pakistanske samfund, for der var forbundet virkelige håb om reformer og demokratiseringsproces med hendes tilbagekomst og valget 8. januar. Det er jo et anslag også mod den proces, for de der laver det her, ønsker jo ikke at have reformer og demokrati".

### Optøjer
Umiddelbart efter drabet blev offentlig kendt i Pakistan, opstod der uroligheder over hele landet. Seks arbejdere på en fabrik blev dræbt da rasende tilhængere af Bhutto satte ild til en fabrik i Karachi. I Hyderabad åbnede politiet ild mod demonstranter dagen efter drabet og skadede fem personer. Fire mennesker blev dræbt i Karachi på grund af uroen. Ifølge meldinger blev yderligere 11 mennesker dræbt i andre byer, blandt andet en politimand. I Bhuttos hjem-region Sindh var 23 mennesker meldt dræbt dagen efter drabet.

### Politisk ustabilitet
Mange frygtede at attentatet ville medføre ustabilitet for demokratiet i Pakistan. Nuværende statsminister Mohammedmian Soomro meldte hurtigt at valget den 8. januar ville gå som planlagt., selv om flere af kandidaterne til statsminister og centrale politikere bestemte sig for at boykotte valget

### Økonomisk ustabilitet
Flere asiatiske børser oplevede et fald i sine kurser dagen efter attentatet.